# Howard the Duck
Pour les articles homonymes, voir Howard et Duck.
Howard the Duck (littéralement « Howard le Canard ») est un personnage de comics créé par Steve Gerber et Val Mayerik. Il apparait pour la première fois dans le comic book Adventure into Fear #19 en décembre 1973, édité par Marvel Comics.

## Biographie fictive
Howard T. Duck est un canard humanoïde évoluant dans un monde bizarre et absurde. Il est accompagné dans ses aventures par une femme humaine Beverly Switzler.
Howard apparaît rarement dans d'autres comics, mais officiellement il fait bien partie de la continuité de l'Univers Marvel au même titre que Spider-Man, Hulk et les X-Men (du point de vue des X-Men, Howard est une personne réelle, et réciproquement). Toutefois, il apparaît peu, son caractère ridicule le rendant inutilisable avec les autres personnages, excepté pour les auto-parodies. L'ambiguïté de son appartenance à l'univers de fiction est montrée dans Civil War où Howard souhaite se faire recenser, mais se voit répondre que l'administration préfère déclarer officiellement qu'il n'existe pas.
La dernière apparition de Howard en comics est dans une scène de combat de Secret Invasion #6/8 (page 22, à droite dans la mêlée).
De plus, il fait une apparition dans Deadpool kills the Marvel Universe 2 (en page 3, 4e case) sous les traits d'un canard rôti géant avec un chapeau, Deadpool semblant avoir trouvé l'idée amusante... La scène étant accompagnée du commentaire d'une journaliste « Even the most innocuous of creatures has fallen prey to the bloodlust of the murderer known as Deadpool. » (« Même la plus inoffensive des créatures a été la proie de la soif de sang du meurtrier connu sous le nom de Deadpool »).
On le rencontre également dans les Marvel Zombies. « Zombifié », il est la cause du trépas d'une version d'un univers alternatif du héros Ash Williams en lui dévorant proprement la cervelle, commentant cela en disant : « Il a un gout de poulet ». Dans le tome 5 de Marvel Zombies, venant d'un monde alternatif, il est au côté de Machine Man et de Jacali Kane à la recherche d'un antidote censé détruire le virus.
Howard apparait dans What If? no 34 (août 1982) et Heroes Reborn. Il est également l'un des héros du Tournoi des champions, dans le numéro 1 du comic Secret Wars Deadpool (janvier 2016), du crossover Secret Wars.

## Pouvoirs
Howard est un canard humanoïde qui a la force et l'agilité d'un homme qui pratique une activité sportive à un niveau professionnel. Il est expert dans un art martial bien particulier qui s'appelle le Quack Fu. Par ailleurs, c'est un excellent tireur qui utilise de nombreux modèles d'armes. Howard possède aussi une intelligence supérieure.

## Publications
- Destroyer Duck #1-7, Eclipse Comics, 1982
- Howard the Duck, Marvel Max series, 2002
- Essential Howard the Duck, vol. 1, 2002
- Howard the Duck: Media Duckling, 2008
- Howard the Duck Omnibus, 2008
- Deadpool massacre Marvel, 2015

## Apparitions dans d'autres médias

### Cinéma
Sauf indication contraire, les informations mentionnées dans cette section peuvent être confirmées par la base de données cinématographiques IMDb,  présente dans la section « Liens externes ».
- 1986 : Howard... une nouvelle race de héros de Willard Huyck
Adaptation cinématographique devenue célèbre par son grand échec critique et commercial.
- 2014 : Les Gardiens de la Galaxie de  James Gunn (voix originale : Seth Green)
On le retrouve dans la scène post-générique dans le laboratoire du Collectionneur sur Knowhere.
- 2017 : Les Gardiens de la Galaxie Vol. 2 de James Gunn (voix originale : Seth Green)

Apparaît dans une scène de bar.
- 2019 : Avengers: Endgame d'Anthony et Joe Russo

Apparaît dans la scène de bataille finale.
- 2023 : Les Gardiens de la Galaxie Vol. 3 de James Gunn. Il est l'un des joueurs de carte avec Kraglin et Cosmo.

Howard the Duck devait être présent dans Avengers: Infinity War d'Anthony et Joe Russo, le troisième opus de la série cinématographique Avengers, avant que sa scène ne soit supprimée du montage final.

### Télévision
- 2012 : dans la série d'animation Ultimate Spider-Man, doublé par Kevin Michael Richardson
- 2021-2024 : dans la série d'animation What If...? (deuxième et septième épisodes de la saison 1, premier épisode de la saison 2 et quatrième épisode de la saison 3), doublé par Seth Green

### Jeux vidéo
Howard the Duck: Adventure on Volcano Island sort en 1986 chez Activision sur Commodore 64. Il apparaît également en tant que personnage jouable dans Lego Marvel Super Heroes en 2013 et le 2e volume en 2017 ainsi que dans le jeu mobile Marvel : Tournoi des champions en 2014. Une figurine Pop de Howard a été créée à l'occasion de l'adaptation du personnage dans ce jeu.

### Roman
Il apparait dans le roman de Philip K. Dick, La Transmigration de Timothy Archer, publié en 1982.

### Musique
Il est cité dans l'album de Lil Wayne, Tha Carter II (2005) : « So bout it… like Master P… but no coward - No I am no Howard the duck duck ».